# Episodi di The Carmichael Show (prima stagione)
La prima stagione della serie televisiva The Carmichael Show, composta da 6 episodi, è stata trasmessa sul canale statunitense NBC dal 26 agosto al 9 settembre 2015.
In Italia, la stagione è stata interamente pubblicata il 2 novembre 2016 sul servizio streaming Infinity. Questa stagione è andata in onda in prima visione in chiaro su Italia 2 dal 21 febbraio 2018 in seconda serata.
| nº | Titolo originale | Titolo italiano          | Prima TV USA     | Pubblicazione Italia | Prima TV Italia  |
| -- | ---------------- | ------------------------ | ---------------- | -------------------- | ---------------- |
| 1  | Pilot            | Benvenuta in famiglia    | 26 agosto 2015   | 2 novembre 2016      | 21 febbraio 2018 |
| 2  | Protest          | Buon compleanno          | 26 agosto 2015   | 2 novembre 2016      | 21 febbraio 2018 |
| 3  | Kale             | Cibo sano                | 2 settembre 2015 | 2 novembre 2016      | 28 febbraio 2018 |
| 4  | Gender           | Identità di genere       | 2 settembre 2015 | 2 novembre 2016      | 28 febbraio 2018 |
| 5  | Prayer           | Il segreto del reverendo | 9 settembre 2015 | 2 novembre 2016      | 7 marzo 2018     |
| 6  | Guns             | Armi                     | 9 settembre 2015 | 2 novembre 2016      | 7 marzo 2018     |